# Госпитальная набережная
Госпита́льная на́бережная расположена на левом берегу Яузы в Басманном районе между Госпитальной улицей и улицей Новая Дорога.

## Происхождение названия
Набережная получила название в 1925 году по старейшему в Москве медицинскому учреждению — «Военной гошпитали», основанной в 1707 году по указу Петра I на средства Монастырского приказа «для лечения болящих людей» (ныне здесь располагается Главный военный госпиталь им. Бурденко). Одновременно здесь была основана и Госпитальная школа для подготовки лекарей, главным образом военных.

## Описание
Госпитальная набережная расположена на левом берегу Яузы и проходит северо-восток в основном вдоль комплекса Главного военного госпиталя им. Бурденко). Вверх по течению реки она переходит в Семёновскую набережную, а вниз — в Головинскую. Нумерация домов ведётся от Головинской вверх по течению. К ней примыкают Госпитальная улица и улица Новая Дорога. В начале набережной расположен автомобильный Госпитальный мост, а по оси улицы Новая Дорога находится пешеходный Рубцов мост. Напротив находится Рубцовская набережная.

## Здания и сооружения
- № 4/2 —  Физкультурно-оздоровительный центр Московского государственного технического университета им. Н. Э. Баумана;
- № 4/2, строение 1 — дайв-центр «Атлантида»;
- № 4, строение 1а — общежитие № 2 Московского государственного технического университета им. Н. Э. Баумана.